# Plebejus arguscalliopisvalesiaca
Plebejus arguscalliopisvalesiaca är en fjärilsart som beskrevs av Charles Oberthür. Plebejus arguscalliopisvalesiaca ingår i släktet Plebejus och familjen juvelvingar. Inga underarter finns listade i Catalogue of Life.